# Sybra pantherina
Sybra pantherina là một loài bọ cánh cứng trong họ Cerambycidae.